# Pont Balthazar
Le pont Balthazar est un pont couvert routier construit en 1932 qui franchit la rivière Yamaska chemin Léger dans le village de Brigham au Québec.

## Structure

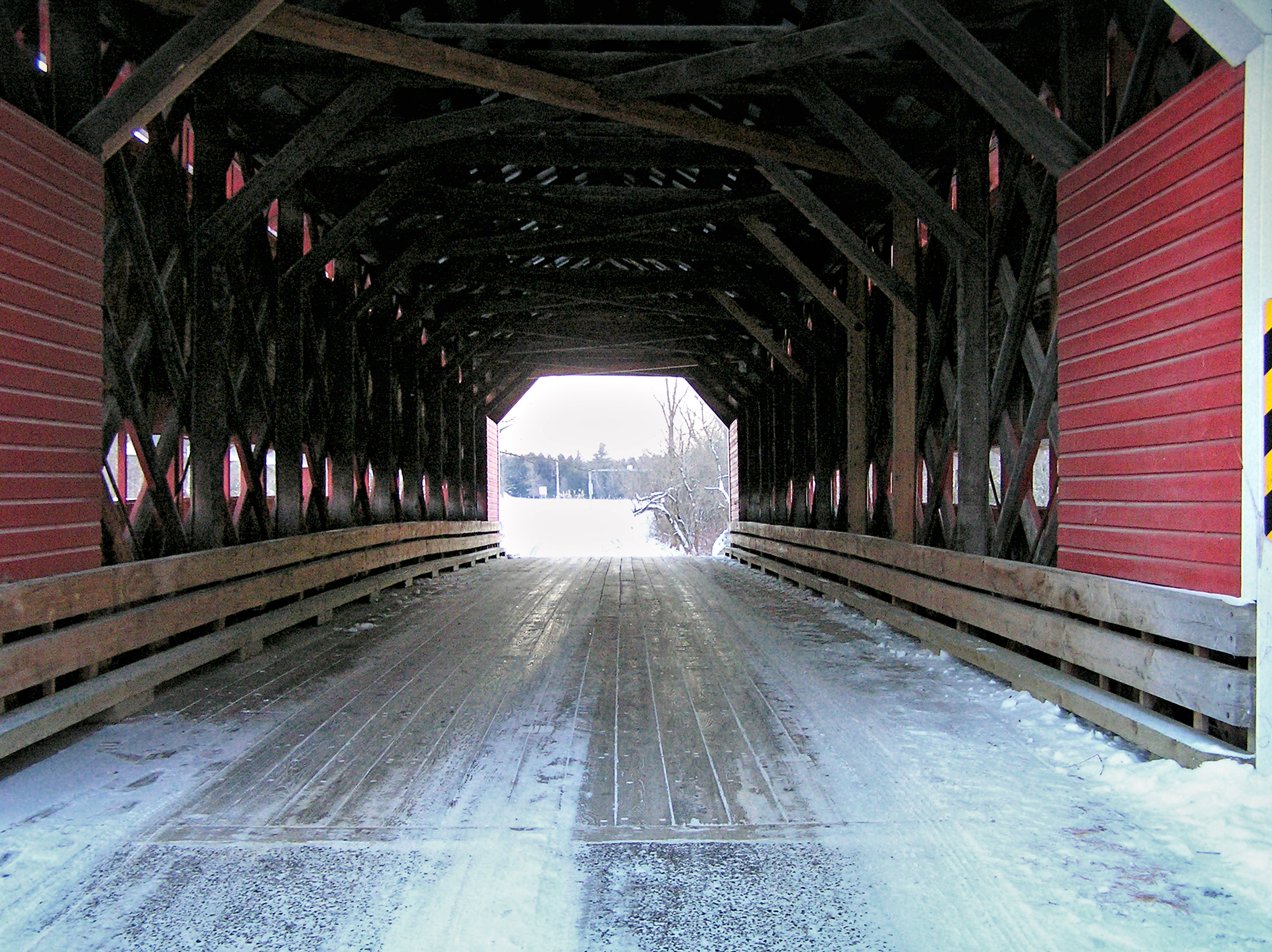
Intérieur du pont

Le pont couvert est en treillis de type Town renforcé construit en bois. Il a une longueur totale de 26,97 m et une largeur de 6,20 m,.

## Toponyme
Son nom rappelle la mémoire de Gustave Balthazar qui a fait les démarches auprès du Département de la colonisation pour qu'un pont soit construit à cet endroit. Il a, de plus, offert une parcelle de ses terres, de chaque côté de la rivière, pour l'érection du pont,.

## Couleur
Le pont est de couleur rouge sang de bœuf avec des lambris blancs.

## Annexe